# دائرة مازونة
دائرة مازونة إحدى دوائر ولاية غليزان الجزائرية. عاصمتها هي مازونة وتضم بلديات:
- مازونة
- القطار

## وصلات أخرى
- مازونة
- ولاية غليزان